# Wisłok
```
Wisłok
 là một con sông ở phía đông nam 
Ba Lan
, là một nhánh của 
sông San
, với 
chiều dài
 220
 
km và diện tích lưu vực là 3.538
 
km 
2
 (tất cả đều nằm trong lãnh thổ Ba Lan).
[
1
]
 Nguồn gốc của tên 
Vis-lok
 bắt nguồn từ ngôn ngữ 
Ấn-Âu
 hoặc 
tiền Ấn-Âu
.
```

Những cây cầu kim loại đầu tiên trên đường cao tốc được xây dựng ở Galicia. Chúng là những cây cầu trên sông Wisłok ở Rzeszów (1877) và Raba ở Książnica (1877). Đây là những cây cầu kim loại lưới mắt cáo đầu tiên được xây dựng trong lãnh thổ của Ba Lan.

## Lịch sử
Không có dữ liệu ghi chép về các khu định cư trong thời kỳ đầu của Iron khi một tuyến thương mại cũ đã đi qua khu vực dọc theo Thung lũng sông Wisłok. Thung lũng Wisłok là một tuyến đường thương mại quan trọng và là trục định cư của con người sớm nhất là vào thế kỷ thứ 9 hoặc thế kỷ thứ 10. Khu vực này sau đó đã trở thành một phần của nhà nước Great Moravia. Khi cuộc xâm lược của các bộ lạc Hungary vào trung tâm của Đế chế Moravia vĩ đại vào khoảng năm 899, những người Lendia của khu vực đã tuyên bố họ sẽ trung thành với Đế quốc Hungary. Khu vực này sau đó trở thành địa điểm tranh chấp giữa Ba Lan, Kievan Rus và Hungary bắt đầu từ ít nhất là vào thế kỷ thứ 9. Khu vực này đã được đề cập lần đầu tiên vào năm 981 (bởi Nestor), khi Volodymyr Đại đế Kievan Rus đưa khu vực này là một địa điểm trên trục đường dẫn vào Ba Lan. Năm 1018, nó quay trở lại là của Ba Lan, 1031 trở lại với Rus, năm 1340 Kazimierz III của Ba Lan đã phục hồi nó 

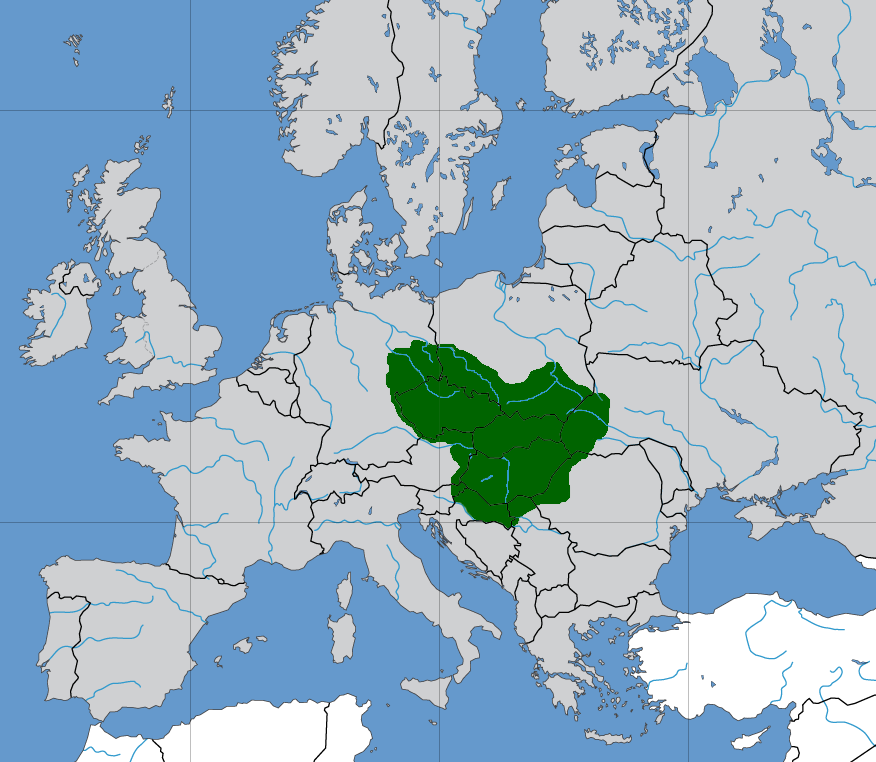
Biên giới gần đúng của Great Moravia ở mức độ lớn nhất trên bản đồ cũ hơn (trong 890-894)

Trong các ghi chép lịch sử, dòng sông được đề cập lần đầu tiên vào năm 1372. Trong khoảng thời gian 966 - 1018, 1340-1772 (Ruthernian Voivodeship) và trong khoảng thời gian 1918 - 1939, khu vực này là một phần của Ba Lan.
Trên thực tế, sự phát triển mạnh mẽ của các khu định cư của con người ở đó đã diễn ra trong thế kỷ thứ 13 đến thế kỷ thứ 15. Các khu định cư được định vị dưới sự áp dụng của Luật Đức trong một khu vực nằm cạnh các con sông Wisłok và Wisłoka. Người Đức đã định cư trên lãnh thổ Vương quốc Ba Lan (lãnh thổ của Województwo podkarpackie ngày nay) từ thế kỷ 14 đến thế kỷ 15 (xem Ostsiedlung), chủ yếu sau khi khu vực này quay trở lại vùng ảnh hưởng của Ba Lan vào năm 1340, khi Kazimierz III của Ba Lan chiếm Thị trấn Czerwień. Có lẽ có một số người định cư bị cô lập trong khu vực Krosno, Sanok, Łańcut, Biecz và Rzeszów trước đó. Người Đức thường bị thu hút sang khu vực này bởi hoạt động của các vị vua khi tìm kiếm chuyên gia trong các ngành nghề khác nhau, chẳng hạn như thợ thủ công và thợ mỏ. Họ thường định cư ở những khu chợ mới hơn và các khu định cư khai thác. Các khu vực định cư chính nằm ở vùng lân cận Krosno và một số đảo ngôn ngữ nằm trong khu vực Pits và Rzeszów. Những người định cư ở vùng Pits được gọi là Uplander Sachsen. Cho đến khoảng thế kỷ 15, các giai cấp thống trị của hầu hết các thành phố ở Beskidian Piedmont ngày nay hầu như chỉ bao gồm người Đức. 

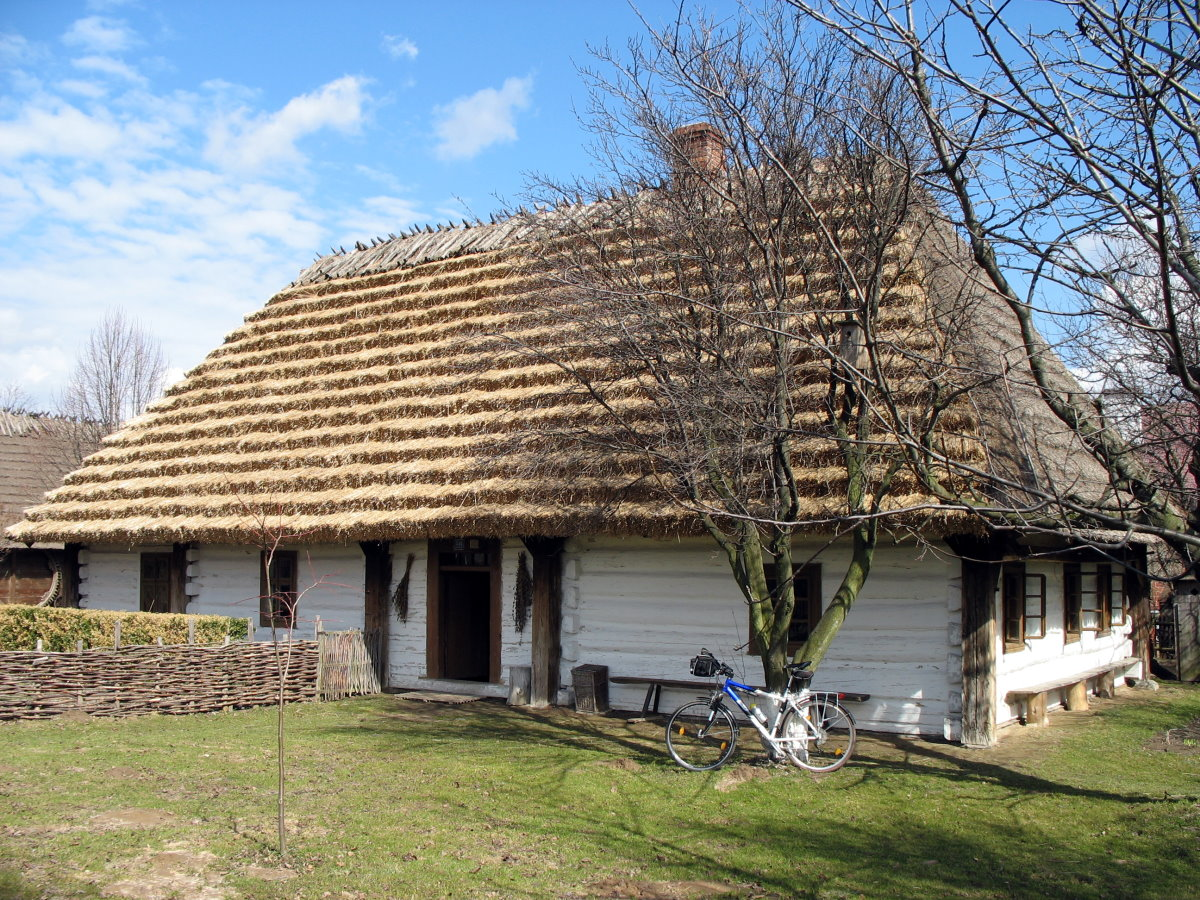
Ngôi làng Markowa. Umrideindehaus điển hình - nhà ở, khoảng 150-200 km về phía đông nam của Kraków, khoảng thế kỷ 18/19, được xây dựng theo phong cách của không gian Walddeutsche trên núi cổ.

Trong khi vào năm 1772-1918, nơi đây thuộc về đế chế Áo, sau đó là đế chế Áo-Hung khi chế độ quân chủ kép được thành lập ở Áo. Phần này của Ba Lan đã được Áo kiểm soát trong gần 120 năm. Vào thời điểm đó, khu vực (bao gồm cả phía tây và phía đông của Subcarpathian Voivodeship) được gọi là Galicia.
Dòng chảy của sông Dunajec và của San, cả ở Tây Galicia, đã đánh dấu hai giai đoạn liên tiếp trong trận chiến đột phá khởi xướng cuộc tấn công Áo-Đức năm 1915 ở mặt trận phía đông. Một nỗ lực để giữ dòng sông Wisłok và Đèo Łupków đã thất bại trước các cuộc tấn công Áo-Đức vào ngày 8 tháng 5 năm 1915. Thung lũng Wisłok là một trong những tuyến sông Carpathian quan trọng chiến lược đã chứng kiến sự chiến đấu khốc liệt trong các trận chiến ở Mặt trận phía đông của Thế chiến I trong mùa đông 1914/1915.

## Địa lý
Thị trấn: 
- Besko
- Haczów
- Krościenko Wyżne
- Krosno
- Wojaszowka
- Frysztak
- Wiśniowa
- Strzyżów
- Czudec
- Boguchwała
- Rzeszów
- Czarna
- Białobrzegi
- Tryncza

 Các nhánh chính: 
- Surowica
- Morawa
- Lubatówka
- Izwor
- Pielnica
- Stobnica
- Mleczka
- Mikośka
- Strug

## Văn chương
- Giáo sư Adam Fastnacht. Slownik Historyczno-Geograficzny Ziemi Sanockiej w redniowieczu (Từ điển lịch sử-địa lý của quận Sanok trong thời trung cổ), Kraków, 2002, ISBN 83-88385-14-3.